# Wadym Hutcajt
Wadym Markowycz Hutcajt (ukr. Вадим Маркович Гутцайт, ur. 6 października 1971 w Kijowie) – ukraiński szablista, reprezentujący, mistrz olimpijski, medalista mistrzostw świata i Europy, a także trener i menedżer, w latach 2020–2023 minister młodzieży i sportu, od 2022 prezydent Narodowego Komitetu Olimpijskiego Ukrainy.

## Życiorys
Trenował szermierkę jako szablista, walczył prawą ręką. Reprezentował ZSRR, następnie WNP, a później Ukrainę. Brał udział w trzech letnich igrzyskach olimpijskich. Jako reprezentant Wspólnoty Niepodległych Państw wywalczył w drużynie złoty medal na igrzyskach w Barcelonie w 1992. Ponadto jako reprezentant Ukrainy był szósty indywidualnie na igrzyskach w Atlancie (1996) oraz szósty drużynowo i trzynasty indywidualnie na igrzyskach w Sydney (2000).
Podczas mistrzostw świata w Budapeszcie w 1991 wywalczył brązowy medal indywidualnie, plasując się za Grigorijem Kirijenką z ZSRR i Węgrem Péterem Abayem. Na tych samych zawodach wspólnie z Grigorijem Kirijenką, Aleksandrem Szyrszowem, Samirem Ibragimowem i Andriejem Alszanem zdobył dla ZSRR srebrny medal w turnieju drużynowym. W 2000 z drużyną zajął trzecie miejsce na mistrzostwach Europy w Funchal.
W 1993 ukończył studia w Kijowskim Państwowym Instytucie Wychowania Fizycznego. W trakcie kariery sportowej zatrudniony jako instruktor, następnie od 1993 do 2002 był żołnierzem zawodowym. W latach 2002–2010 pracował jako trener drużyny narodowej w szermierce, później do 2017 na dyrektorskich stanowiskach w centrach olimpijskich. Od 2017 był zastępcą dyrektora i dyrektorem departamentu w administracji miejskiej Kijowa.
W marcu 2020 został powołany na ministra młodzieży i sportu w utworzonym wówczas rządzie Denysa Szmyhala. Urząd ten sprawował do listopada 2023.
W listopadzie 2022 został prezydentem Narodowego Komitetu Olimpijskiego Ukrainy.

## Odznaczenia
Odznaczony Orderem „Za zasługi” klasy III (1997), II (2008) i I (2012).